# Miles Lerman
Miles Lerman, właśc. Szmuel Milek Lerman (ur. 1920 w Tomaszowie Lubelskim, zm. 22 stycznia 2008 Filadelfia) – przedsiębiorca, jeden ze współtwórców United States Holocaust Memorial Museum.

## Życiorys
Urodził się w rodzinie Israela i Jochewet Feldzon Lerman, miał czworo rodzeństwa. Matka była właścicielką firmy zajmującej się importem i eksportem artykułów spożywczych. Ojciec, Izrael, był właścicielem kilku firm we wschodniej Polsce, w tym kilku młynów mącznych i hurtowni zajmujących się alkoholem i benzyną. Jako dziecko uczył się w seminariach syjonistycznych, planował również emigrację do Palestyny i zamieszkanie w kibucu.
Po agresji III Rzeszy na Polskę, rodzina Lermanów uciekła do Lwowa. Po ataku Niemiec na Związek Radziecki, Miles Lerman zostaje aresztowany i wysłany do obozu pracy przymusowej. Po udanej ucieczce z obozu trafia do oddziału partyzanckiego. Walczy w lasach okalających Lwów przez 23 miesiące.
Po zakończeniu wojny Miles Lerman znalazł się w obozie dla przesiedleńców w Łodzi (inne źródła podają obóz Lublinie). Tam poznał swoją przyszłą żonę Krysię Rozalię Laks, także ocalałą z Zagłady. Następnie małżeństwo w 1947 roku wyemigrowało do Stanów Zjednoczonych. Miles Lerman kupił fermę drobiu w Vineland. Później był właścicielem Miles Petroleum i stacji benzynowych Amoco, prowadził również interesy związane i nieruchomościami.
W 1979 roku został powołany przez prezydenta Jimmy’ego Cartera do prezydenckiej komisji, która przygotowywała koncepcję przyszłego muzeum upamiętniającego Zagładę. Pracował w muzealnym komitecie współpracy z zagranicą, którego zadaniem było prowadzenie negocjacji z rządami krajów Europy Środkowej i Wschodniej, mającymi na celu pozyskanie eksponatów. Lermanowi udało się pozyskać dla muzeum oryginalne baraki z obozu koncentracyjnego Birkenau, wagon kolejowy, którym przewożono więźniów żydowskich do Treblinki, ponad 5000 butów z Majdanka oraz różne szczoteczki do zębów, walizki i inne przedmioty osobiste z Auschwitz.
Lerman zasiadał w Radzie Muzeum przez 23 lata, otrzymał nominacje od prezydentów Cartera, Reagana, Busha i Clintona, był przewodniczącym przez większość pierwszej dekady Holocaust Memorial Museum, od jego otwarcia w 1993 do 2000 roku. Pozostał w Radzie do 2003 roku.
Zaangażowany był w sprawę należytego upamiętnienia ofiar obozu zagłady w Bełżcu (gdzie zamordowano rodzinę Lermana) – jego działalność doprowadziła do zebrania funduszy (około 5 milionów dolarów) i powstania pomnika uważanego za jedno z najlepszych i najbardziej poruszających upamiętnień ofiar Zagłady.
Lerman pomógł założyć w muzeum Komitet ds. Sumienia, który pracuje nad zwróceniem uwagi na współczesne problemy ludobójstwa, takie jak obecny kryzys w Darfurze.
Miles Lerman zmarł 22 stycznia 2008 roku w wieku 88 lat w swoim domu w Filadelfii.

## Ordery i odznaczenia
- Krzyż Komandorski Orderu Zasługi RP (8 kwietnia 1993)